# Cantón de Argentré
El cantón de Argentré era una división administrativa francesa, que estaba situada en el departamento de Mayenne y la región de Países del Loira.

## Composición
El cantón estaba formado por nueve comunas:
- Argentré
- Bonchamp-lès-Laval
- Châlons-du-Maine
- Forcé
- La Chapelle-Anthenaise
- Louverné
- Louvigné
- Montflours
- Parné-sur-Roc

## Supresión del cantón de Argentré
En aplicación del Decreto nº 2014-209 de 21 de febrero de 2014, el cantón de Argentré fue suprimido el 22 de marzo de 2015 y sus 9 comunas pasaron a formar parte; seis del nuevo cantón de Bonchamp-lès-Laval y tres del nuevo cantón de L'Huisserie.